# Ossiacidi
Gli ossiacidi (conosciuti anche come ossoacidi o acidi ossigenati, da non confondere con gli ossidi acidi) sono composti ternari che contengono nella loro struttura molecolare atomi di idrogeno, di un non metallo e di ossigeno. Più precisamente essi sono composti che contengono idrogeno, ossigeno e almeno un altro elemento con almeno un atomo di idrogeno legato ad uno di ossigeno che si può dissociare per formare il catione H+ e l'anione dell'acido.
Possono essere ottenuti facendo reagire un ossido acido (anche detto anidride inorganica) con l'acqua. Alcuni elementi della tavola periodica possono reagire con 2 o con 3 molecole di acqua nella reazione di sintesi (fosforo, silicio, arsenico, boro).
Gli ossiacidi si suddividono in:
- "triprotici": con tre atomi di idrogeno;
- "diprotici": con due atomi di idrogeno;
- "monoprotici": con un solo atomo di idrogeno.

Un esempio di ossiacido è l'acido carbonico (chiamato così secondo la nomenclatura tradizionale, mentre secondo la nomenclatura IUPAC è chiamato acido triossocarbonico).

## Reattività
Facendo reagire un ossiacido con una base, si ottengono dei sali. La stechiometria della reazione è del tipo:
Hx-M1Oy + x M2OH → M2xM1Oy + x H2O
dove M2 è un metallo e M1 il non metallo.

## Nomenclatura tradizionale
I nomi degli ossiacidi si rifanno alle anidridi; ad esempio l'ossiacido che si ottiene dall'anidride carbonica è chiamato acido carbonico, mentre l'ossiacido che si ottiene dall'anidride perclorica è chiamato acido perclorico.

In particolare, al posto di "anidride" si mette "acido" e i prefissi -ipo -per e i suffissi -oso -ico se presenti nelle anidridi rimangono anche negli acidi.
Più precisamente, i prefissi ipo- e per- ed i suffissi -oso e -ico sono utilizzati per indicare la valenza impegnata dal non-metallo presente. Così, ad esempio, gli acidi del cloro si chiameranno (secondo la nomenclatura tradizionale):
- acido ipocloroso (il cloro impegna la valenza più bassa, ossia 1)
- acido cloroso (il cloro impegna la valenza immediatamente più alta, ossia 3)
- acido clorico (il cloro impegna la valenza ancora più alta, ossia 5)
- acido perclorico (il cloro impegna la valenza in assoluto più alta, ossia 7)

## Ossiacidi più comuni
| Ossiacido                                                               | Formula grezza | Formula di struttura | Forza  |
| ----------------------------------------------------------------------- | -------------- | -------------------- | ------ |
| Acido (orto) borico IUPAC = acido triossoborico (III)                   | H3BO3          |                      | debole |
| Acido carbonico IUPAC = acido triossocarbonico (IV)                     | H2CO3          |                      | debole |
| Acido nitroso IUPAC= acido diossonitrico (III)                          | HNO2           |                      | debole |
| Acido nitrico IUPAC= acido triossonitrico (V)                           | HNO3           |                      | forte  |
| Acido ipofosforoso (Acido fosfinico) IUPAC= acido diossofosforico (III) | H3PO2          |                      | debole |
| Acido fosforoso (Acido fosfonico) IUPAC = acido triossofosforico (III)  | H3PO3          |                      | debole |
| Acido (orto) fosforico IUPAC = acido tetraossofosforico (V)             | H3PO4          |                      | debole |
| Acido pirofosforico IUPAC = acido eptaossofosforico (V)                 | H4P2O7         |                      | debole |
| Acido solforoso IUPAC = acido triossosolforico (IV)                     | H2SO3          |                      | debole |
| Acido solforico IUPAC = acido tetraossosolforico (VI)                   | H2SO4          |                      | forte  |
| Acido selenico IUPAC = acido tetraossosselenico (VI)                    | H2SeO4         | (HO)2Se(=O)2         | forte  |
| Acido ipocloroso IUPAC = acido monoossoclorico (I)                      | HClO           |                      | debole |
| Acido cloroso IUPAC = acido diossoclorico (III)                         | HClO2          |                      | debole |
| Acido clorico IUPAC = acido triossoclorico (V)                          | HClO3          |                      | forte  |
| Acido perclorico IUPAC = acido tetraossoclorico (VII)                   | HClO4          |                      | forte  |
| Acido iodico                                                            | HIO3           | HO-I(=O)2            | debole |

## Importanza in chimica
Gli ossiacidi sono importanti in chimica perché sono composti acidi che contengono ossigeno. Svolgono un ruolo significativo in vari processi chimici, come la catalisi, la neutralizzazione e la formazione di legami chimici. Possono essere utilizzati anche come reagenti in diverse reazioni chimiche e sono fondamentali per comprendere la struttura e il comportamento degli acidi in generale.

## Numeri di ossidazione
Gli ossiacidi sono composti formati da un elemento, ossigeno e idrogeno. Gli elementi che formano questi composti possono avere vari numeri di ossidazione. Ad esempio, l'ossigeno ha un numero di ossidazione di -2, mentre l'idrogeno ha +1. Tuttavia, il numero di ossidazione dell'altro elemento dipenderà dall'ossidazione totale del composto e dalla sua composizione specifica.